# 4,4'-二苯醚二甲酸铈
4,4'-二苯醚二甲酸铈(III)是一种铈的羧酸盐，化学式为Ce2(C14H8O5)3，是白色粉末或无色晶体。它的三水合物可由4,4'-二苯醚二甲酸钠和硝酸铈(III)于160 °C水热反应得到。4,4'-二苯醚二甲酸和硝酸铈在水-DMF混合溶剂中的水热反应也可以得到产物。它和镧、镨和钕相应的盐同构。